# Дистихлис
Distichlis  (лат.) — род многолетних травянистых растений семейства Злаки.

## Систематика
Первоначальное описание рода появилось во французском издании Journal de Physique, de Chimie, d'Histoire Naturelle et des Arts в 1819 году, его авторство принадлежит американскому натуралисту Константэну Рафинеску.  Научное название в переводе с древнегреческого означает «двухрядный», таким образом указывая на характерное расположение листьев в два ряда. Авторы включают род либо в трибу Festuceae подсемейства Festucoideae, либо в трибу Aeluropodeae подсемейства Chloridoideae.

## Распространение
Род включает в себя до 9 видов, большинство из которых распространены в Новом Свете. Один вид (Distichlis distichophylla) произрастает в Австралии. Ранее на основании лишь одного экземпляра описывался суданский вид Distichlis sudanensis, однако в последнее время его обычно рассматривают как синоним прибрежницы ползучей (Aeluropus lagopoides). Все виды — типичные галофиты, растут на засоленных почвах морских побережий и в пустынях.

## Ботаническое описание
Двудомные, многолетние травянистые растения. Стебель жёсткий, гладкий, прямой и восходящий (до 60 см) или в редких случаях спутанный (до 5 см), развивается из чешуйчатого корневища или реже гладкого столона. Листья расположены двумя рядами (двухрядные). В основании листа развиты короткие (менее 1 мм) выросты в виде язычка (лигулы), имеющие мембранную структуру. Листовая пластинка узкая (обычно остроконечная), жёсткая, гладкая, у некоторых видов с опушением в области узелка, ровная либо с загнутыми внутрь краями. Соцветие — сжатая метёлка или кисть (одиночный колосок), расположенное в терминальной части стебля, часто сразу над верхними листьями. Колосок сидячий, однополый или редко двуполый, сжатый с боков, содержит от 2 до 20 цветков. Колосковая чешуя имеет от трёх до семи жилок, цветковая чешуя от 9 до 11 жилок.

## Виды
- Distichlis australis (syn. Monanthochloe australis) (Speg.) Villamil — Аргентина
- Distichlis distichophylla (Labill.) Fassett — южная и западная Австралия, Тасмания
- Distichlis humilis Phil. — северо-западная Аргентина, северное Чили, западная Боливия, Перу
- Distichlis laxiflora Hack. — северная и восточная Аргентина
- Distichlis mendocinus Phil.
- Distichlis palmeri (Vasey) Fassett ex I.M.Johnst. — Мексика (Нижняя Калифорния, Сонора)
- Distichlis scoparia (Kunth) Arechav. — Аргентина
- Distichlis spicata (L.) Greene — Канада, США (в том числе Гавайи), Мексика
- Distichlis bajaensis H.L.Bell — Мексика (Нижняя Калифорния)
- Distichlis littoralis (syn. Monanthochloe littoralis[12]) — Северная Америка, острова Карибского моря